# 2840 Каллавесі
2840 Каллавесі (2840 Kallavesi) — астероїд головного поясу, відкритий 15 жовтня 1941 року.
Тіссеранів параметр щодо Юпітера — 3,507.